# Plunžr

Čerpadlo s plunžrovým pístem

Plunžr je druh pístu, který je zároveň i pístní tyčí. Vyznačuje se tím, že jeho délka je mnohem větší než jeho průměr, a tím se odlišuje od běžného pístu (jehož pracovní plocha je větší než tloušťka pístní tyče, tedy se podobá spíše disku).
Používá se především jako součást některých druhů čerpadel a hydraulických strojů – v hydraulických převodovkách, vysokotlakých dieselových vstřikovacích čerpadlech, hydraulických dílenských lisech a zvedácích. Plunžrové čerpadlo je užíváno především pro čerpání kašovitých hmot (například kaly nebo beton).
Plunžry se vyznačují tím, že jsou pístem bez pohyblivých těsnění. Těsnění jsou místo toho umístěna ve stěně, kterou plunžr klouže (na rozdíl od pístních kroužků na pístu). Výhodou plunžru proti klasickým pístům je jeho výrobní nenáročnost (je to vlastně jen jednoduchá tyč) a relativně snadná možnost utěsnění pomocí ucpávek. Plunžry jsou často dodávány s vhodnou stacionární plunžrovou objímkou, která těsně dosedá na plunžr (společně se nazývají plunžrový pár), a společně tvoří těsnění, které odolá vysokým tlakům.
Další výhodou je odolnost proti nečistotám. Díky jednoduchému tvaru se proti klasickému plochému pístu nemají nečistoty kde uchytit. 